# Àtica Occidental
L'Àtica Occidental (en grec: Περιφερειακή ενότητα Δυτικής Αττικής) és una unitat perifèrica de Grècia que forma part de la perifèria d'Àtica.

## Divisió
La unitat perifèrica d'Àtica Occidental es va crear el 2011 com a reconversió de l'antiga prefectura d'Àtica Occidental, com a part de les reformes del pla Cal·lícrates. Se subdivideix en 5 municipis (en parèntesi el número de referència del mapa):
- Asprópirgos (2)
- Eleusis (1)
- Filí (5)
- Mandra-Idíl·lia (3)
- Mègara (4)